# Бутройд, Эйди
Э́дриан Нил Бу́тройд (англ. Adrian Neil Boothroyd; родился 8 февраля 1971), более известный как Эйди Бутройд  (англ. Aidy Boothroyd) — английский футболист и футбольный тренер.
В качестве игрока выступал на позиции защитника за ряд британских клубов в 1990-е годы, но завершил игровую карьеру из-за травмы в возрасте 27 лет. Впоследствии стал работать тренером. В 2005 году был назначен главным тренером «Уотфорда» и вывел команду в Премьер-лигу. В то время он считался одним из лучших молодых тренеров в Великобритании.
После ухода из «Уотфорда» в 2008 году работал в качестве главного тренера в клубах «Колчестер Юнайтед», «Ковентри Сити» и «Нортгемптон Таун». С 2014 по 2021 год работал с Футбольной ассоциацией в качестве тренера юношеских и молодёжных сборных Англии.

## Карьера игрока
Бутройд начал профессиональную карьеру в клубе «Хаддерсфилд Таун», дебютировав за клуб в  1989 году на позиции защитника. В 1990 году перешёл в «Бристоль Роверс», сыграв 16 матчей за клуб. После одного сезона в Шотландии в составе «Харт оф Мидлотиан» он подписал контракт с «Мансфилд Таун». Выступал за «Мансфилд» три года, сыграв 102 матча и забив 3 мяча. В 1996 году перешёл в «Питерборо Юнайтед». В 1998 году, выступая за «Питерборо», получил серьёзную травму, из-за которой завершил карьеру игрока в возрасте 27 лет.

## Тренерская карьера

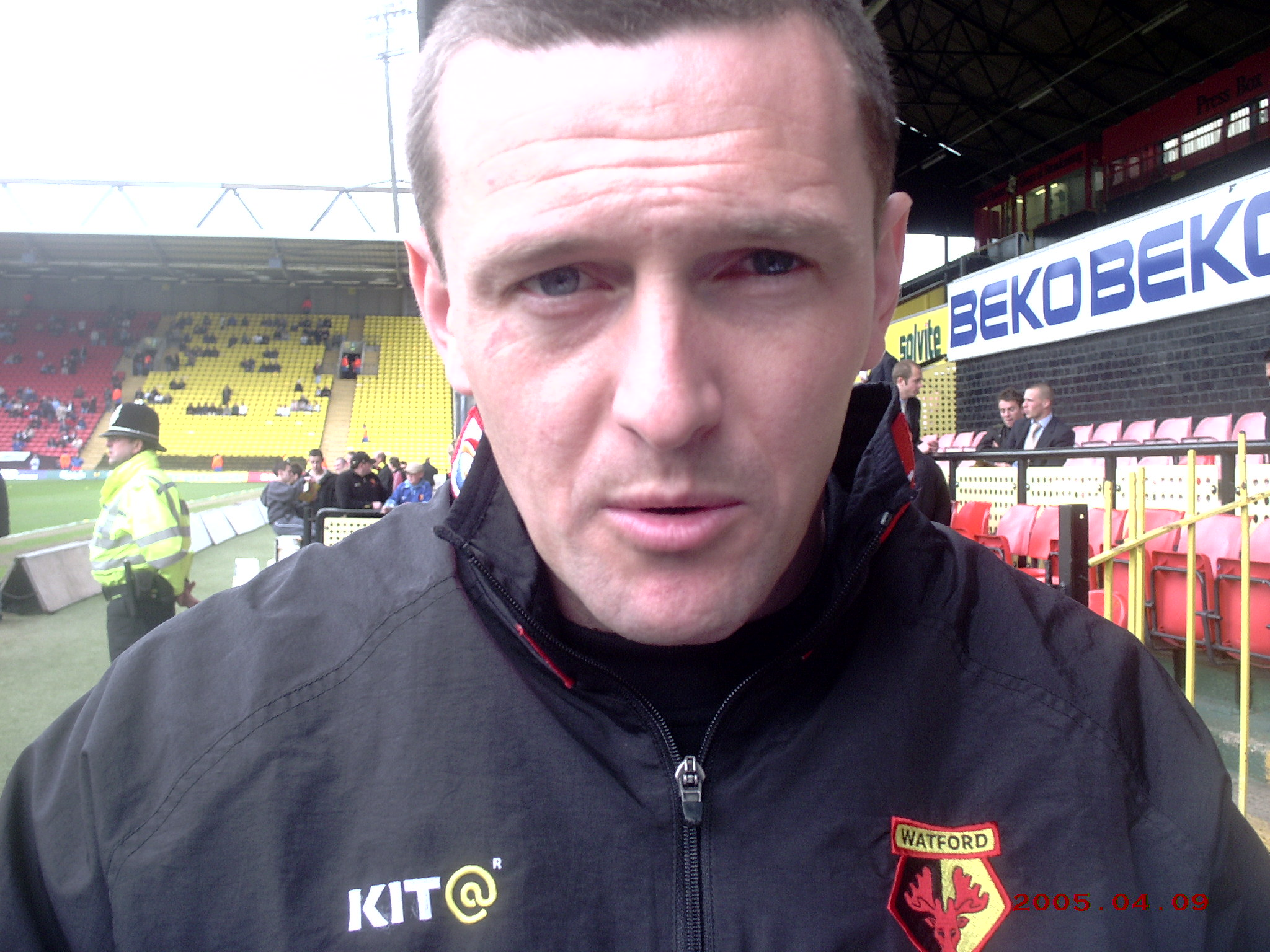
Бутройд в 2005 году

После завершения карьеры игрока в «Питерборо Юнайтед» Бутройд работал тренером юношеских и резервных команд клуба. В 2001 году перешёл в тренерский штаб «Норвич Сити», где стал тренером молодёжного состава. В октябре 2003 года вошёл в тренерский штаб «Вест Бромвич Альбион». В июле 2004 года был приглашён в «Лидс Юнайтед», где стал тренером основного состава.

### «Уотфорд»
29 марта 2005 года 34-летний Бутройд был назначен главным тренером «Уотфорда». В семи оставшихся матчах сезона под его руководством команда смогла одержать две победы (над «Сток Сити» и «Ротерем Юнайтед») и избежала вылета из Чемпионшипа.
Перед началом сезона 2005/06 Бутройд объявил, что целью команды на сезон является выход в Премьер-лигу. По итогам сезона «Уотфорд» занял 3-е место в Чемпионшипе, чем гарантировал себе участие в плей-офф за выход в Премьер-лигу. В двухматчевом полуфинале плей-офф «шершни» обыграли «Кристал Пэлас», а в финальном матче на «Уэмбли» «Уотфорд» разгромил «Лидс Юнайтед» со счётом 3:0 и гарантировал себе выход в высший дивизион. В этом сезоне Бутройд был признан «тренером месяца» в Чемпионшипе по итогам февраля.
Сезон 2006/07 «Уотфорд» провёл в Премьер-лиге, но занял последнее 20-е место, набрав лишь 28 очков. В этом же сезоне «шершни» удачно выступили в Кубке Англии, добравшись до полуфинала, в котором проиграли «Манчестер Юнайтед». В мае 2007 года Бутройд подписал с «Уотфордом» новый трёхлетний контракт. Летом 2006 года Эйди Бутройд получил профессиональную тренерскую лицензию УЕФА.
«Профессиональные футболисты должны быть профессионалами. У них есть обязанность приходить на тренировки, слушать тренера, учиться, смотреть и анализировать свои выступления, в том числе неудачные, и улучшаться. Не просто прийти на тренировку, сыграть пять на пять, свалить и идти играть в гольф. Я говорю довольно эмоционально, так как сам был таким. Я был наёмником, меняющим один клуб за другим как свободный агент, но я не думаю, что футбол должен быть таким»
В сезоне 2007/08 «Уотфорд» начал сезон с 10 побед в 13 матчах, а после 19 игр в Чемпионшипе возглавлял турнирную таблицу с 12-очковым отрывом от второго места. Бутройд признавался «тренером месяца» в Чемпиошипе в октябре 2007 года, когда «Уотфорд» выиграл все пять матчей в лиге. Однако в оставшейся части сезона результаты команды ухудшились, а Бутройд стал часто подвергаться критике за «непривлекательный» стиль игры его команды, опирающийся на физические противобороства и дальние забросы мяча на нападающих. «Уотфорд» выиграл только 1 матч из 14 последних туров Чемпионшипа. Тем не менее, команда заняла 6-е место и вышла в плей-офф турнира, где проиграла клубу «Халл Сити».
Перед началом сезона 2008/09 Бутройд пообещал поменять стиль игры команды на более привлекательный и техничный. Однако 3 ноября 2008 года Эйди Бутройд покинул пост главного тренера «Уотфорда» по «соглашению сторон».

### «Колчестер Юнайтед»
2 сентября 2009 года Бутройд был назначен главным тренером клуба «Колчестер Юнайтед», сменив на этом посту Пола Ламберта.В девяти первых матчах в клубе он одержал пять побед, а первое поражение пришлось на десятый матч, это была игра против «Миллуолла».
В первой половине сезона 2009/10 «Колчестер» был в верхней шестёрке, но в итоге занял только 8-е место в Лиге один.

### «Ковентри Сити»
20 мая 2010 года Бутройд был назначен главным тренером клуба «Ковентри Сити», сменив на этом посту Криса Коулмана. В своём первом официальном матче, который прошёл 7 августа 2010 года, одержал победу над «Портсмутом».
14 марта 2011 года был уволен из-за плохих результатов команды.

### «Нортгемптон Таун»
30 ноября 2011 года Эйди был назначен главным тренером  клуба «Нортгемптон Таун» on a one-year, rolling contract.. На момент его прихода в клуб «Нортгемптон» находился в зоне вылета из Лиги два, но в итоге завершил сезон на 20-м месте и сохранил за собой место в Футбольной лиге.
В сезоне 2012/13 «Нортгемптон» занял 6-е место в Лиге два и вышел в плей-офф. Команда обыграла «Челтнем Таун» в полуфинале, но уступила в финальном матче «Брэдфорд Сити».
21 декабря 2013 года Бутройд был уволен с должности главного тренера «Нортгемптон Таун» после поражения от «Уиком Уондерерс» со счётом 4:1. Клуб находился в самом низу турнирной таблицы Лиги два.

### Юношеские и молодёжные сборные Англии
28 февраля 2014 года Бутройд был назначен главным тренером сборной Англии до 20 лет.
После того, как Гарет Саутгейт был назначен временно исполняющим обязанности главного тренера основной сборной Англии, Бутройд занял его роль в качестве временно исполняющего обязанности главного тренера сборной Англии до 21 года. В феврале 2017 года был назначен главным тренером молодёжной сборной Англии на постоянной основе.

## Тренерские достижения (командные)
Уотфорд
- Победитель плей-офф Чемпионшипа: 2006
- Полуфиналист Кубка Англии: 2007

Нортгемптон Таун
- Финалист плей-офф Лиги два: 2013

## Тренерские достижения (личные)
- Тренер месяца Чемпионата Футбольной лиги Англии (2): февраль 2006, октябрь 2007

## Тренерская статистика
| Команда           | Страна | Начало работы   | Завершение работы | Показатели | Показатели | Показатели | Показатели | Показатели | Прим.  |
| Команда           | Страна | Начало работы   | Завершение работы | И          | В          | Н          | П          | % побед    | Прим.  |
| ----------------- | ------ | --------------- | ----------------- | ---------- | ---------- | ---------- | ---------- | ---------- | ------ |
| Уотфорд           | Англия | 29 марта 2005   | 3 ноября 2008     | 176        | 65         | 51         | 60         | 036,93     | [ 25 ] |
| Колчестер Юнайтед | Англия | 2 сентября 2009 | 20 мая 2010       | 44         | 19         | 12         | 13         | 043,18     | [ 25 ] |
| Ковентри Сити     | Англия | 20 мая 2010     | 14 марта 2011     | 39         | 12         | 8          | 19         | 030,77     | [ 25 ] |
| Нортгемптон Таун  | Англия | 30 ноября 2011  | 21 декабря 2013   | 108        | 39         | 26         | 43         | 036,11     | [ 25 ] |
| Англия (до 20)    | Англия | 5 сентября 2014 | 3 февраля 2017    | 13         | 8          | 3          | 2          | 061,54     |        |
| Англия (до 21)    | Англия | 4 октября 2016  | 16 апреля 2021    | 48         | 31         | 8          | 9          | 064,58     |        |
| Итого             | Итого  | Итого           | Итого             | 428        | 174        | 108        | 146        | 040,65     | —      |